# We Are the Best!
We Are the Best! (Vi är bäst!) è un film svedese del 2013 diretto da Lukas Moodysson.

## Trama
Nel 1982 Bobo e Klara, due ragazzine di Stoccolma, in un contesto sociale dove il punk rock è considerato da tutti un genere musicale morto, decidono di formare una band punk pur non avendo strumenti e conoscenze musicali. Per questo si fanno aiutare da Hedvig, una compagna di scuola emarginata come loro.

## Distribuzione
Il film ha incassato in patria circa 180.000 dollari.

## Riconoscimenti
Guldbagge - 2013
Migliore scenografia a Paola Holmér e Linda Janson
Candidatura migliori costumi a Moa Li Lemhagen Schalin